# 陆龙成
陆龙成（？—？），鲜卑姓步六孤氏，代人，北魏散骑常侍、征西大将军、外都大官、东平成王陆俟之子，北魏官员。

## 生平
陆龙成有父亲和哥哥的风范，年轻时以功臣之子出任中散。和平二年，魏文成帝拓跋濬南巡，从定州前往邺城，三月丁巳朔（461年3月27日），魏文成帝在灵丘亲自射箭越过山峰，陆龙成作为五十一名内侍之一跟随参与了这次南巡，题名中称之为“内行内小步六孤龙成”。陆龙成之后略微升任散骑常侍，获赐爵永安子，加号平远将军，外任安南将军、青州刺史，假乐安公。陆龙成爱惜民众体恤下属，百姓称赞他。当时青州主簿崔次恩反叛，在城北高柳村聚集部众攻击州城，陆龙成讨伐斩杀了崔次恩。陆龙成在青州刺史任内去世，谥号康。

## 家族

### 兄弟姐妹
- 陆馛，北魏安南将军、太保、建安贞王
- 陆石跋，北魏泾州刺史
- 陆归，北魏东宫舍人、驾部校尉
- 陆尼，北魏内侍校尉、东阳镇都将
- 陆丽，北魏侍中、抚军大将军、司徒公、平原简王
- 陆颓，早卒
- 陆陵成，北魏中校尉、河间郡太守、秘书中散、新城子
- 陆騏驎，北魏夏州刺史

### 儿子
- 陆昶，东魏散骑常侍、骠骑大将军、东徐州刺史、永安伯